# Vitolina
La vitolina, en tauromaquia, es una suerte creada por Julio Pérez “Vito”, que se ejecuta con la muleta y que, aunque comienza con las telas en la mano derecha, se usa para iniciar una tanda de naturales.

## Ejecución
Podría decirse que, aunque la vitolina es una suerte en sí misma, es realmente el conjunto de varios pases, pues podría describirse como una capeína, un pase de pecho con la izquierda y la consecuente tanda de naturales, todo completamente ligado.

En su ejecución, el torero se situará frente al toro ofreciendo el dorso de la muleta con la mano derecha, por delante del cuerpo del torero y provocando la embestida, que pasa por el costado derecho del torero mientras este se lleva la muleta a la cadera. Hasta aquí todo se hace de forma idéntica a la capeína, pero, una vez el toro vacía la embestida, el torero cambia de mano por la espalda y toma la muleta con la izquierda, aguantando la posición sin enmendarla, pero girando la cintura en sentido contrario de la embestida del toro, para quedar colocado para el pase de pecho ligado. Igualmente, tras el pase de pecho y con la muleta en la mano izquierda, se ligarán los naturales.

Al ser un conjunto de muletazos, resulta poco frecuente que los cronistas lo llamen por su nombre y se limiten, normalmente, a describir cada una de las suertes por separado. No obstante, no es tan difícil que en una tarde de toros se pueda observar..